# Боинг FB5
Боинг FB5 (енгл. Boeing FB5) је амерички морнарички ловац. Авион је први пут полетео 1926. године. 

Највећа брзина у хоризонталном лету је износила 283 km/h. Размах крила је био 9,75 метара а дужина 7,24 метара. Маса празног авиона је износила 1115 килограма а нормална полетна маса 1474 килограма. Био је наоружан са два митраљеза калибра 7,62 mm.

## Наоружање
| Наоружање авиона: Боинг        |      |
| Ватрено (стрељачко) наоружање  |      |
| Топ                            |      |
| Митраљез                       |      |
| Број и ознака митраљеза        | 2    |
| Калибар                        | 7,62 |
| Бомбардерско наоружање (бомбе) |      |
| Ракетно наоружање (ракете)     |      |